# Thames Clippers
Thames Clippers (з липня 2020 року бренд Thames Clippers під брендом Uber Boat для співпраці з Uber) — річковий автобусний рейс на Темзі в Лондоні, Англія.
Компанія надає як приміські послуги між східним і Центральним Лондоном, так і туристичні послуги за ліцензією London River Services. 
На початок 2020-х вони перевозять в середньому близько 10 000 пасажирів на день.

## Історія
Шон Коллінз був співзасновником Thames Clippers в 1999 році разом із партнером Аланом Вудсом під назвою «Collins River Enterprises». 
У вересні 2006 року «Thames Clippers» була придбана американською Anschutz Entertainment Group
, 
яка пообіцяла значні інвестиції в компанію для оновлення послуг і забезпечення меншого інтервалу між центральним Лондоном і The O2 (раніше Millennium Dome), також належить Anschutz Entertainment Group. 
В 2007 році компанія придбала шість нових катамаранів для приміського сполучення з метою перевезення великої кількості пасажирів у комфортних умовах. 
В 2015 та 2017 роках було придбано чотири нових катамарани класу Hunt для використання переважно на маршруті RB6. 

У липні 2020 року компанія оголосила про партнерство з американською службою Uber, яка придбала права на найменування порома та змінила бренд на «Uber Boat від Thames Clippers». 